# Ghiacciaio Vassar
Il ghiacciaio Vassar è un ghiacciaio lungo 6,9 km nello stato americano dell'Alaska.
Si espande verso sud est fino a College Fjord, a 3,2 km a ovest di College Point e 84 km a ovest di Valdez. È stato nominato dai membri della spedizione Harriman Alaska del 1899 in onore del Vassar College di Poughkeepsie, New York.